# Јашково
Јашково је насељено место у саставу града Озља у Карловачкој жупанији, Хрватска. До територијалне реорганизације у Хрватској налазило се у саставу старе општине Озаљ.

## Становништво
На попису становништва 2011. године, Јашково је имало 490 становника.

## Попис1991.
На попису становништва 1991. године, насељено место Јашково је имало 596 становника, следећег националног састава:
| Попис 1991.‍  | Попис 1991.‍  | Попис 1991.‍ | Попис 1991.‍ | Попис 1991.‍ |
| ------------ | ------------ | ----------- | ----------- | ----------- |
|              |              |             |             |             |
| Хрвати       | Хрвати       |             | 583         | 97,81%      |
| Срби         | Срби         |             | 7           | 1,17%       |
| Роми         | Роми         |             | 1           | 0,16%       |
| Црногорци    | Црногорци    |             | 1           | 0,16%       |
| остали       | остали       |             | 1           | 0,16%       |
| неопредељени | неопредељени |             | 1           | 0,16%       |
| непознато    | непознато    |             | 2           | 0,33%       |
| укупно: 596  |              |             |             |             |